# アバカエヌムの戦い
アバカエヌムの戦いは、紀元前393年にマゴ率いるカルタゴ軍とディオニュシオス1世率いるシケリア・ギリシア軍の間に、北シケリア（シチリア）のアバカエヌム（現在のティンダリとミラッツォの間の内陸部）近郊で発生した戦い。シュラクサイの僭主ディオニュシオスはシケル人領域に対する影響を強め、紀元前394年にはカルタゴの同盟都市であるタウロメニオン（現在のタオルミーナ）を攻めたが失敗した（タウロメニオン包囲戦）。これに対してマゴはタウロメニオン北方のメッセネへの侵攻を決意したが、アバカエヌム近くでディオニュシオスに敗北し、シケリア西部のカルタゴ領に撤退した。ディオニュシオスはカルタゴ領への攻撃は行わなかったが、シケリア東部での自身の影響力の拡大を継続した。

## 背景
セリヌス（現在のマリネラ・ディ・セリヌンテ）に攻撃されたセゲスタ（現在のカラタフィーミ＝セジェスタのセジェスタ遺跡）がカルタゴに支援を求めると、紀元前409年にカルタゴはシケリアに遠征軍を派遣し、セリヌスとヒメラ（現在のテルミニ・イメレーゼの東12キロメートル）を占領・破壊した（セリヌス包囲戦、第二次ヒメラの戦い）。カルタゴ軍は一旦引き上げるが、シュラクサイのヘルモクラテスが義勇軍を組織してシケリアのカルタゴ領を攻撃すると、カルタゴは紀元前406年に再び遠征軍を送り、アクラガス（現在のアグリジェント）を破壊（アクラガス包囲戦）、翌紀元前405年にはゲラ（現在のジェーラ）とカマリナ（現在のラグーザ県ヴィットーリアのスコグリッティ地区）を占領・略奪した（ゲラの戦い、カマリナ略奪）。劣勢となったシュラクサイの僭主ディオニュシオスはカルタゴ遠征軍司令官のヒミルコと平和条約を結んだ。しかしディオニュシオスは紀元前404年から紀元前398年の間に自軍の戦力を強化すると、カルタゴ領モティア（現在のマルサーラのサン・パンタレオ島）を、歩兵80,000、騎兵3,000、軍船200および輸送船500の兵力をもって占領・破壊し（モティア包囲戦）。さらにセゲスタを包囲した（セゲスタ包囲戦）。
しかし翌紀元前397年にはヒミルコが陸軍50,000、三段櫂船400、輸送船600でシケリアに戻りパノルムス（現在のパレルモ）に上陸した。ここで現地兵30,000を加えたヒミルコはまずモティアを奪回し、続いてシュラクサイ軍が包囲していたセゲスタに向かった。ディオニュシオスは数に勝るカルタゴ軍との戦闘を避けてシュラクサイに撤退した。ヒミルコは一旦パノルムスに戻ると、守備兵を残してリパラ（現在のリーパリ）に向かい、そこで30タレントを献上金として出させた。続いてメッセネ（現在のメッシーナ）付近に上陸すると、艦隊を用いて海側から奇襲を行いメッセネを占領・破壊した（メッセネの戦い）。メッセネの押さえとして、ヒミルコはタウロメニオンを建設し、そこに同盟するシケル人を入植させると、カルタゴ軍は南のカタナ（現在のカターニア）に向かった。ディオニュシオスもまた自軍をカタナに向けたが、弟のレプティネス率いる海軍の拙速な攻撃より、シュラクサイ海軍はカルタゴ海軍に大敗北を喫した（カタナ沖の海戦）。紀元前397年秋に、ヒミルコはシュラクサイの包囲を開始した。しかし翌年夏になるとカルタゴ軍にペストが蔓延し、多くの兵を失った。この機会を捉えたディオニュシオスはカルタゴ軍に夜襲をかけ撃破した。ヒミルコはディオニュシオスと秘密裏に交渉し、カルタゴ市民兵のみを率いて帰国した。取り残されたカルタゴ兵の内、シケル兵は脱出して故郷に戻り、イベリア兵はディオニュシオスの傭兵となったが、リビュア兵は奴隷とされた（第一次シュラクサイ包囲戦）。

## 紀元前396年-紀元前393年のシケリア
紀元前405年の平和条約でカルタゴの支配下となっていたシケリアのギリシア都市は、紀元前398年にディオニュシオスがモティアを攻撃するとカルタゴに反乱し、ディオニュシオス軍に加わっていた。カタナ沖の海戦での敗戦の後、ギリシア人兵士達は陸戦でカルタゴ軍と決戦することを望んだが、ディオニュシオスはシュラクサイでの篭城戦を選んだ（第一次シュラクサイ包囲戦）。このため、ギリシア兵は自身の都市に戻ってしまった。シケル人も一時はディオニュシオスに従っていたが、タウロメニオンの建設後はカルタゴ側につき、シュラクサイを囲むヒミルコに兵を提供した。

### カルタゴ：ペストと反乱・マゴ司令官となる
ヒミルコが傭兵達を見捨ててカルタゴに帰還したことは、カルタゴ市民およびアフリカのカルタゴ領住民には納得されなかった。104人から成る元老院は非難はしなかったものの、敗北したカルタゴ軍将軍の例に習い、ヒミルコは自決した。彼は公的にこの敗北の全ての責任を負い、ぼろをまとって市内の全ての寺院を訪れて許しを請い、最後は自宅で絶食して死亡した。この後、カルタゴの神々へ生贄をささげたにもかかわらず、ペストがアフリカに流行し、カルタゴの国力は弱まった。さらには、シケリアで家族が見捨てられたことに不満を持つリビュア人が反乱した。リビュア人は70,000からなる陸軍を組織してカルタゴを包囲した。
カタナ沖の海戦の勝者であるマゴがカルタゴ軍の司令官となった。新たに傭兵を雇用するには時間も費用もかかったため、カルタゴ市民を武装させ城壁を守備させ、カルタゴ海軍が補給を担った。マゴは賄賂や他の手段を講じて反乱を終結させた。

#### シケリアのマゴ
マゴは続いてシケリアへと向かった。ディオニュシオスは紀元前396年にカルタゴ人都市であるソルス（現在のサンタ・フラーヴィアのソルントゥム遺跡）を略奪していた。シケリア西部にはヒミルコが残していった守備兵はいたが、カルタゴ政府はマゴに対して追加の兵力を送らなかった（または送れなかった）ため、手持ちの兵で対処するしかなかった。シケリア西部のエリミ人は戦争開始以来カルタゴを支持しており、シケリア・ギリシア人とシカニ人もマゴのカルタゴ到着を脅かすことなく、シケル人も敵対的ではなかった。
マゴは失われた領土を回復する代わりに、以前の立場に関わらず、ギリシア人、シカニ人、シケル人およびシケリア・カルタゴ人に協調と友好を求めた。多くのギリシア都市はディオニュシオスの二枚舌と拡張主義の犠牲となっており（ディオニュシオスはナクソス（現在のジャルディーニ＝ナクソス）、レオンティノイ（現在のレンティーニ）、カタナ（現在のカターニア）といったイオニア系ギリシア都市を破壊して市民を追放していた）、カルタゴの支配下に入ることを望むものもあった。
カルタゴはアクラガス、ゲラおよびカメリア難民に再入植を認め、マゴは友好政策を推し進めた。カルタゴは、ナクソス、レオンティノイ、カタナの難民、さらにはシケル人とシカニ人にもカルタゴ領への入植を認めた。またディオニュシオスの脅威にさらされているシケル人とは同盟を結び、カルタゴの厳しい支配のためカルタゴ側から離脱したギリシア都市は、このマゴの姿勢とディオニュシオスの脅威のため、それまでの親シュラクサイから中立に立場を変えた。この平和政策は、ディオニュシオスがタウロメニオンを攻撃した紀元前394年まで続いた。

## 序幕：紀元前396年から紀元前393年までのディオニュシオスの動き
シュラクサイ包囲戦後には正式な講和条約が結ばれていなかったにもかかわらず、ディオニュシオスはシケリアのカルタゴ領に直ちに兵を進めることはしなかった。戦争は多額の費用を要し、おそらく軍資金が不足していたと思われる。加えて、傭兵の反乱に対処せねばならず、さらにはカルタゴとの戦争の終結は彼自身の政治生命の終わりとなる可能性があった。まずはシュラクサイの安全を確保し、さらに傭兵にレオンティノイへの入植を認めて反乱を沈静化した後に、ディオニュシオスはシケリア東部での覇権確立を開始した。

### ギリシア都市への再入植
カルタゴによるメッセネの破壊は（カルタゴ自身がメッセネを支配しなかったため）、反ディオニュシオスのギリシア都市であるレギオンがメッシーナ海峡の支配権を獲得することを意味し、カルタゴはレギオンと同盟し北方からシュラクサイを脅かすことが出来るようになった。これに対抗するため、ディオニュシオスはメッセネにロクリから1,000人、メドマ（en、現在のロザルノ）から4,000人の入植者を受け入れてこれを再建した。またギリシア本土のメッセネ（en、現在のメッシニア県メシニ）からも幾らかを受け入れたが、スパルタがこれに反対したため彼らは後にティンダリス（en）に移された。メッセネの元々の住民もティンダリスに入植させた。ティンダリスは紀元前395年にディオニュシオスがシケル人都市であるアバカエヌムに土地を割譲させて建設した都市であるが、最終的には5,000人の人口となった。メッセネの再建とディンダリスの建設により、ディオニュシオスはシケリアの北西部の安全を確保した。レギオンはディオニュシオスがメッセネをレギオン攻撃の基地として使うことを恐れ、メッセネとティンダリスの間にミラエ（現在のミラッツォ）を建設し、ナクソスとカタナの難民を入植させた。

### 対シケル作戦
アバカエヌムはディオニュシオスの犠牲となった唯一のシケル人都市ではなかった。ディオニュシオスはスメネオウス（位置不明）とモルガンティナ（現在のアイドーネ）を占領し、カルタゴ領のソルスとシケル人都市のケファロイディオン（現在のチェファル）は裏切られた。シケル人都市のエンナは略奪され、戦利品によってシュラクサイの国庫は富んだ。アギリオン（現在のアジーラ）の僭主アギリスは冷酷な男であり、その勢力はシケリアにおいてはディオニュシオスに次ぐものであったが、ディオニュシオスはアギリスとは友好関係を結んだ。紀元前394年、メッセネはレギオンの攻撃を撃退し、逆にミラエを奪取した。ディオニュシオスはその冬にタウロメニオンを包囲した。タウロメニオンのシケル兵はディオニュシオスの夜襲を撃退し、ディオニュシオスは包囲を解いてシュラクサイに引き上げた。

## 両軍兵力
ヒミルコは紀元前397年のシケリア遠征の際に、陸軍50,000、三段櫂船400、輸送船600を率いていたが、その多くをシュラクサイ包囲戦で失った。紀元前393年にマゴが率いた兵力は不明である。
ディオニュシオスはカタナに進軍した際には歩兵30,000、騎兵3,000に加え180隻の五段櫂船を有していた。カタナでの敗北後でもシュラクサイには110隻の船があったが、シケル人や他のギリシア都市の離反のため兵力は減少していた。アバカエヌムの戦いにおけるシュラクサイ軍の兵力も不明である。

### カルタゴ軍の編成
リビュア人は重装歩兵と軽歩兵を提供したが、最も訓練された兵士であった。重装歩兵は密集隊形で戦い、長槍と円形盾を持ち、兜とリネン製の胸甲を着用していた。リビュア軽歩兵の武器は投槍で、小さな盾を持っていた。イベリア軽歩兵も同様である。イベリア兵は紫で縁取られた白のチュニックを着て、皮製の兜をかぶっていた。イベリア重装歩兵は、密集したファランクスで戦い、重い投槍と大きな盾、短剣を装備していた。カンパニア人、サルディニア人、シケル人、ガリア人は自身の伝統的な装備で戦ったが、カルタゴが装備を提供することもあった。シケル人等シケリアで加わった兵はギリシア式の重装歩兵であった。カルタゴ軍は戦象は用いなかった。ただ突撃兵力としてリビュアが4頭建ての戦車を提供したが、マゴの軍に戦車があったかは不明である。
リビュア人、カルタゴ市民、リビュア・カルタゴ人（北アフリカ殖民都市のカルタゴ人）は、良く訓練された騎兵も提供した。これら騎兵は槍と円形の盾を装備していた。ヌミディアは優秀な軽騎兵を提供した。ヌミディア軽騎兵は軽量の投槍を数本持ち、また手綱も鞍も用いず自由に馬を操ることができた。イベリア人とガリア人もまた騎兵を提供したが、主な戦術は突撃であった。カルタゴ人の士官が全体の指揮を執ったが、各部隊の指揮官はそれぞれの部族長が務めたと思われる。

### シケリア・ギリシア軍の編成
シケリアのギリシア軍の主力は、本土と同様に重装歩兵で、市民兵が中心であったが、ディオニュシオスはイタリアおよびギリシア本土から多くの傭兵を雇用した。騎兵は裕福な市民、あるいは傭兵を雇用した。一部市民は軽装歩兵（ペルタスト）として加わった。カンパニア傭兵はサムニウム兵もしくはエトルリア兵と同じような武装をしていた。ギリシア軍の標準的な戦法はファランクスであった。篭城戦においては、女性や老人を投擲兵として使用することも可能であった。騎兵は裕福な市民、あるいは傭兵を雇用した。

## 紀元前393年のカルタゴ軍シケリア遠征
カルタゴは常備陸軍を持たないため、軍の編成には時間がかかり、マゴはカルタゴ本国からの援軍を待つ時間はなかった。マゴはシケリアで召集可能なあらゆる兵を用いて軍を編成し、メッセネへ向けて進軍した。タウロメニオンでの敗北後、メッセネのディオニュシオス支援者は追放されていた。アクラガスでも状況は同じであった。したがって、この方面からの脅威は紀元前396年に比較すると少なかった。この遠征の際のカルタゴ海軍の動きは不明で、またマゴがメッセネまでどのような経路を通ったかも不明である。しかし、内陸部のシケル人領域はディオニュシオスと同盟するかあるいはシュラクサイが占領していたために、海岸線に沿って進軍したと思われる。

### 戦闘
カルタゴ軍はシケル人の同盟都市アバカエヌム領まで安全に到達し、近郊に野営地を設営した。このときにギリシア軍がどこに位置していたかは不明であるが、ディオニュシオスはカルタゴ軍がアバカエヌム領を離れる前にこれを捕捉し、アバカエヌム近郊で野戦となった。戦闘の詳細は不明だが、カルタゴ軍は8,000を失うという大敗北を喫した。残存兵はアバカエヌムに逃げ込んだが、ディオニュシオスは都市に対する攻撃は行わず撤退した。このためマゴはシケリア西部のカルタゴ支配領域に戻ることが出来た。

## その後
戦闘自体はディオニュシオスの勝利に終わったが、カルタゴのシケリアにおける勢力は低下せず、またディオニュシオスもカルタゴ領やその同盟都市を直ちに攻撃することはなかった。この小康状態の間に、カルタゴはマゴに援軍を送り、マゴはシケル人との協力を進めディオニュシオスに対抗させた。カルタゴ軍は、おそらく一部シケル人がディオニュシオスと同盟していたために、シケリア中部への攻撃を選んだ。結果として紀元前392年にクリサス川の戦いが発生し、膠着状態に陥った両軍は平和条約を締結する。しかし紀元前383年にディオニュシオスは再び条約を破りシケリアのカルタゴ領への攻撃を再開した。

## 参考資料
- Church, Alfred J. (1886). Carthage (4th ed.). T. Fisher Unwin
- Freeman, Edward A. (1892). Sicily: Phoenician, Greek & Roman, Third Edition. T. Fisher Unwin
- Freeman, Edward A. (1894). History of Sicily. IV. Oxford University Press
- Kern, Paul B. (1999). Ancient Siege Warfare. Indiana University Publishers. ISBN 0-253-33546-9
- Warry, John (1993) [1980]. Warfare in The Classical World: An Illustrated Encyclopedia of Weapons, Warriors and Warfare in the Ancient Civilisations of Greece and Rome. New York: Barnes & Noble. ISBN 1-56619-463-6

## その他文献
- Baker, G. P. (1999). Hannibal. Cooper Square Press. ISBN 0-8154-1005-0
- Bath, Tony (1992). Hannibal's Campaigns. Barnes & Noble. ISBN 0-88029-817-0
- Lancel, Serge (1997). Carthage: A History. Blackwell Publishers. ISBN 1-57718-103-4